# Григоров, Александр Николаевич
Александр Николаевич Григоров (1799—1870) — действительный статский советник, меценат, основатель первого в Российской империи специализированного женского учебного заведения.

## Биография
Родился в 1799 году в усадьбе Липки Епифанского уезда Тульской губернии. Был старшим сыном помещика Николая Васильевича Григорова. Во время войны Н. В. Григоров, подпоручик в отставке, вступил в ряды тульского ополчения, а семью отправил в имение Берёзовку (в Костромской губернии), которое было получено в наследство его женой Анастасией Афанасьевной, урожденной Соймоновой, от своей матери Клавдии Афанасьевны Невельской. По окончании войны семья, в которой было 7 детей, осталась жить в Берёзовке, куда были переведены их немногочисленные крепостные из тульской усадьбы. Н. В. Григоров умер в 1848 году. Свои владения он разделил между детьми: тульские земли почти все отошли ко второму сыну — Николаю Николаевичу, а костромские, расположенные в Макарьевском и Кинешемском уездах, — остальным сыновьям: старшему Александру и младшим Ивану, Сергею и дочери Марии.
В 1821 году Александр Григоров поступил на военную службу юнкером в 6-ю артиллерийскую бригаду, дислоцированную на Украине. В то время там под руководством командира Вятского пехотного полка полковника П. И. Пестеля активно действовало Южное тайное общество. Когда Григоров был произведён в прапорщики (первый офицерский чин), он попал в 20-ю артиллерийскую бригаду, стоявшую в Тульчине. Александр Николаевич поддался влиянию идей тогдашней офицерской среды и сблизился со многими будущими декабристами. Связь с ними прервалась в 1823 году, когда Григоров в чине поручика вышел в отставку и впоследствии, после разгрома тайных обществ, это позволило ему избежать преследований.
Уволившись из армии, Александр Николаевич женился на своей давней возлюбленной, Марии Александровне Полозовой, овдовевшей дочери помещика А. В. Полозова — владельца нескольких деревень в Галичском уезде Костромской губернии. Сразу после женитьбы он переехал в купленное им имение Александровское Кинешемского уезда. Первый брак Григорова длился 9 лет, в семье было четверо детей: Иван (1826—1892), Людмила (1827—?), Кронид (1830—1856), Митрофан (1834—1894). Во время последних родов Мария Александровна скончалась, а последующую заботу о детях приняла на себя её мать Терезия Михайловна.
Служил по выборам от дворянства капитан-исправником и жил в своей усадьбе Александровское-Пеньки. После смерти отца Александр Николаевич Григоров переехал в полученную по наследству усадьбу Старое Покровское. Его второй супругой стала сестра первооткрывателя сибирских золотых приисков, миллионера и мецената П. В. Голубкова — Александра Васильевна Голубкова, с которой он познакомился в середине 1840-х годов. В 1858 году после кончины последнего супругам Григоровым досталось громадное состояние, большую часть которого Александр Николаевич пожертвовал на благотворительность и на обустройство Костромы, в их числе — помощь в восстановлении после пожара 1847 года Богоявленского монастыря и восстановление после пожара городского театра.
В Костроме у него был свой дом и около 1855 года Григоров переехал туда и был избран совестным судьей.

### Григоровское училище
На средства А. Н. Григорова 25 августа 1857 года в Костроме было открыто «училище I-го разряда для девиц всех сословий». Сам Григоров осуществлял активную финансовую поддержку новоиспеченному учебному заведению: лично оплачивал услуги девяти учителей, вносил плату за аренду и отопление помещения. В 1858 году училище посетили император Александр Николаевич и государыня Мария Александровна.
В августе 1860 года училище переехало в собственный каменный дом на ул. Пятницкой, купленный и отремонтированный на его же средства. После смерти А. Н. Григорова по Высочайшему повелению 24 мая 1870 году училище было преобразовано в Григоровскую женскую гимназию, ставшую первой женской гимназией во всей Российской империи. К 1907 году в гимназии обучалось более 700 учениц.
Помимо этого на его средства были проведены реставрация Богоявленского монастыря, костромского театра, и других заведений. В глазах современников А. Н. Григоров выглядел не только видным благотворителем, но и человеком либеральных взглядов. Григоров резко негативно относился к крепостному праву, поэтому он не только лично распорядился отпустить принадлежавших ему крестьян на волю, но и помог им устроиться на работу на костромской завод Шиповых.
Александр Николаевич Григоров умер в 1870 году. Похоронен в селе Спас-Заборье Кинешемского уезда Костромской губернии.
Его сын, Митрофан Александрович, окончил нижегородскую гимназию, служил в гренадерском Перновском полку и, выйдя в отставку в чине поручика, женился в 1859 году на своей троюродной сестре Анне Николаевне Соймоновой. У них было очень много детей — 16 человек, из них — трое умерло в детстве, а тринадцать детей они вырастили и всем дали отличное образование. В их числе: Александр Митрофанович Григоров (1867—1915), бывший бессменным попечителем Костромской женской гимназии и Николай Митрофанович Григоров (1873—1944), ставший контр-адмиралом.